# Венсан Лендон
Венса́н Лендо́н (фр. Vincent Lindon; нар. 15 липня 1959, Булонь-Біянкур, О-де-Сен, Франція) — французький актор, сценарист та режисер. П'ять разів був номінований на французьку кінопремію «Сезар» за найкращу чоловічу роль. Володар призів за найкращу чоловічу роль Каннського (фільм «Закон ринку», 2015) та Венеційського кінофестивалів (фільм «Тихий син», 2024).

## Біографія
Венсан Лендон народився 15 липня 1959 року в Булонь-Біянкур, департамент О-де-Сен у Франції. Його батько був підприємцем, мати журналісткою. В дитинстві захоплювався боксом, який, після численних травм, батьки змусили кинути. Після закінчення коледжу Венсан потрапив на знімальний майданчик стрічки «Мій американський дядечко» Алена Рене де працював помічником костюмера.
1979 року Венсан Лендон поїхав до США, де навчався музиці та водночас брав уроки акторської майстерності у Нью-Йорку і Бостоні. Повернувшись до Франції, вступив до школи Курси Флоран та у 1983 році дебютував в кіно, знявшись у фільмі Поля Бужена́ «Сокіл».
Грав переважно невеликі ролі у фільмах іменитих режисерів. Так, третьою за рахунком роботою Лендона стала роль у фільмі «Наша історія» Бертрана Бліє з Аленом Делоном, Наталі Бей, Жаном-П'єром Даруссеном та Жераром Дармоном. Серед найпомітніших робіт Венсана Лендона наприкінці 1980-х — фільм Діани Кюрі «Закоханий чоловік», а також «Останнє літо у Танжері» Александра Аркаді з Тьєррі Лерміттом та Валерією Голіно у головних ролях.
У 1988 Лендон знявся у «Студентці» Клода Піното, де зіграв роль романтичного музиканта Неду, відчайдушно закоханого в героїню Софі Марсо. Після цього став одним з улюблених акторів французького глядача та отримав у 1989 завдяки роботі у цьому фільмі Приз Жана Габена.
У 1992 Венсан Лендон знявся у фільмі «Криза» режисера Коліна Серо, за роль у якому вперше номінувався на премію «Сезар» як найкращий актор року. З режисером актор працював ще у двох стрічках — у фільмі «Прекрасна зелена» (1996) та у «Хаосі» (2001).
У 1997 на екран вийшов фільм «Фред» — одна зі знакових для актора робіт, де він у парі з Клотільдою Куро виконав роль невдахи з абсолютно засмученим життям.
З 2000 по 2013 роки актор ще чотири рази номінувався як найкращий актор року на премію «Сезар», але так і не отримав нагород.
У 2001 році Венсан Лендон дебютував як режисер, поставивши за власним сценарієм стрічку «Не треба історій!».
У 2013 році Лендон очолював журі 39-го фестивалю американського кіно у Довілі.
У травні 2015 року Венсан Лендон за найкращу чоловічу роль у фільмі «Закон ринку» (реж. Стефан Брізе) удостоєний призу 68-го Каннського кінофестивалю, а у лютому 2016 отримав премію «Сезар» як Найкращий актор.
У 2024 році нагороджений кубком Вольпі за найкращу чоловічу роль Венеційського міжнародного кінофестивалю за роль у фільмі «Тихий син».

## Особисте життя
З 1990 по 1995 роки був у близьких стосунках з принцесою Монако Кароліною. У 1993 познайомився з акторкою Сандрін Кіберлен, з якою знявся у чотирьох спільних стрічках, та з 1998 до 2008 році перебував у шлюбі. У пари народилася донька Сюзанна. Від попередніх стосунків у актора також є син Марсель (нар. 11.12.1996).

## Фільмографія

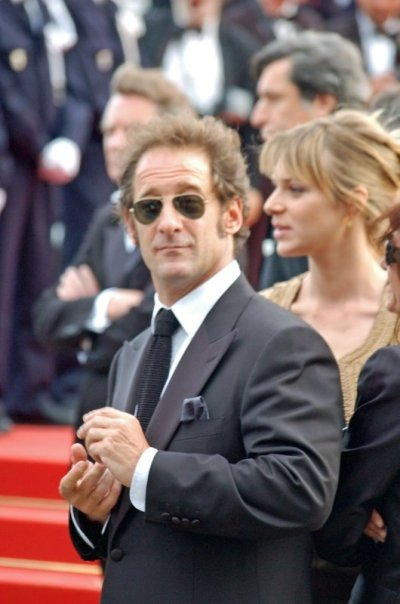
Венсан Лендон у Каннах, 2006

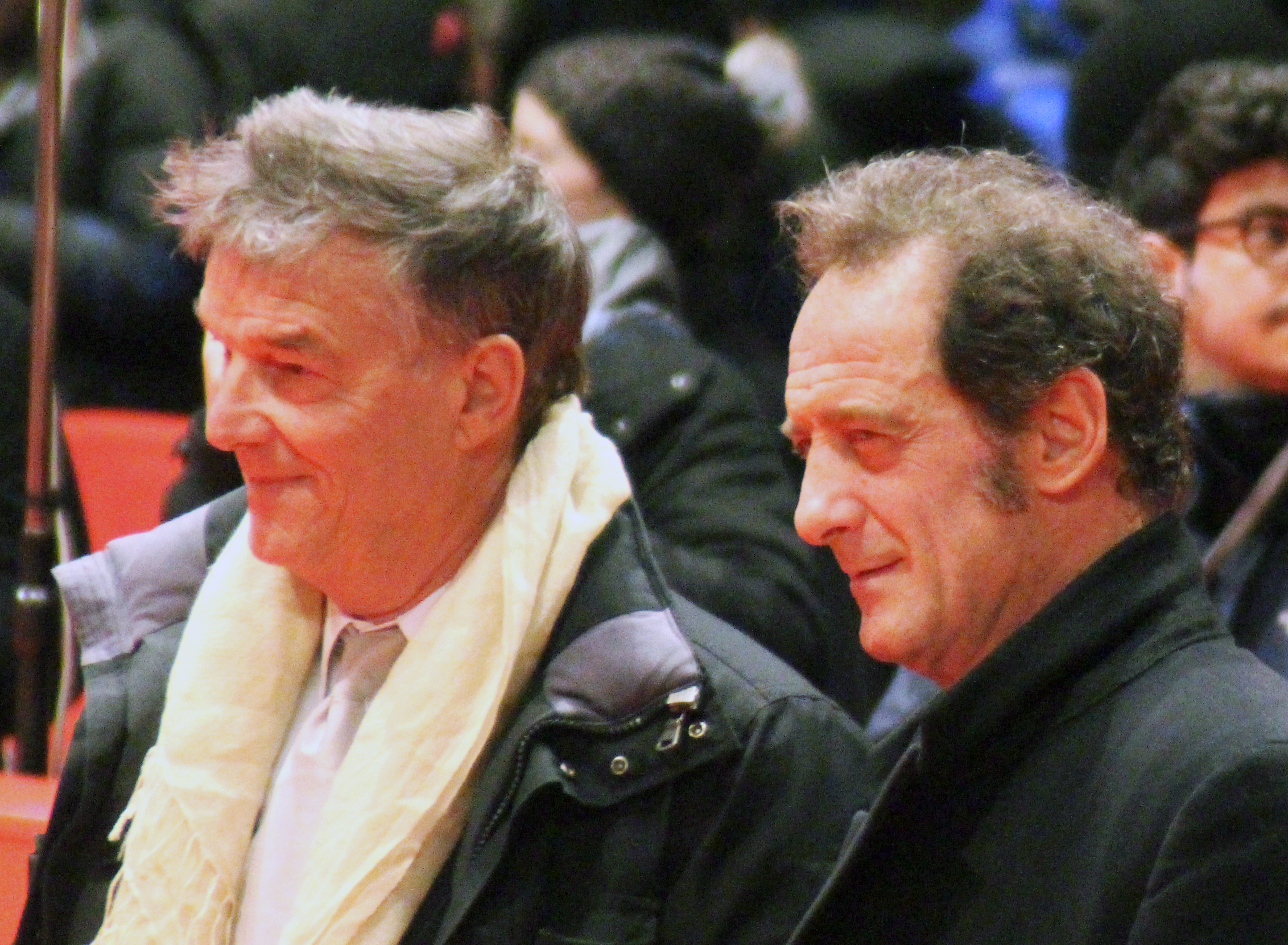
Бенуа Жако та Венсан Лендон на Берланіре, 2015

Актор
| Ролі Венсана Лендона у кіно | Ролі Венсана Лендона у кіно  | Ролі Венсана Лендона у кіно    | Ролі Венсана Лендона у кіно | Ролі Венсана Лендона у кіно |
| Рік                         | Фільм                        | Оригінальна назва              | Роль                        | Примітки                    |
| --------------------------- | ---------------------------- | ------------------------------ | --------------------------- | --------------------------- |
| 1983                        | Сокіл                        | Le faucon                      | інспектор                   |                             |
| 1984                        | Зведення рахунків            | L'addition                     | Магнум                      |                             |
| 1984                        | Наша історія                 | Notre histoire                 | Бреше                       |                             |
| 1984                        | Острів дівчинки в блакитному | L'île de la jeune fille bleue  | Фредерік                    | телевізійний                |
| 1985                        | Слово поліцейського          | Parole de flic                 | Дакс                        |                             |
| 1985                        | Життя, як я хочу             | Une vie comme je veux          | Артюр                       | телевізійний                |
| 1986                        | Тридцять сім і два щоранку   | 37°2 le matin                  | Richard le jeune policier   |                             |
| 1986                        | Стежите за поглядом          | Suivez mon regard              | Un loubard violeur          |                             |
| 1986                        | Ягідний блюз                 | Prunelle Blues                 | Фернан                      |                             |
| 1986                        | Вулиця півмісяця             | Half Moon Street               | Сонні                       |                             |
| 1986                        | Єврейський зв'язковий        | Yiddish Connection             | Жі                          |                             |
| 1987                        | Останнє літо у Танжері       | Dernier été à Tanger           | Ролан Барре                 |                             |
| 1987                        | Закоханий чоловік            | Un homme amoureux              | Брюно Шоллер                |                             |
| 1988                        | Декілька днів зі мною        | Quelques jours avec moi        | Фернан                      |                             |
| 1988                        | Студентка                    | L'étudiante                    | Нед                         |                             |
| 1990                        | Таке життя                   | La Baule-les-Pins              | Жан-Клод                    |                             |
| 1990                        | Бувають дні... Бувають ночі  | Il y a des jours… et des lunes |                             |                             |
| 1990                        | Гаспар і Робінзон            | Gaspard et Robinson            | Робінзон                    |                             |
| 1990                        | Нечаєв повертається          | Netchaïev est de retour        | Даніель Лоренсон / Нечаєв   |                             |
| 1992                        | Прекрасна історія            | La belle histoire              | Сімон Шулель                |                             |
| 1992                        | Криза                        | La crise                       | Віктор Баррель              |                             |
| 1993                        | Усе про це                   | Tout ça… pour ça!              | Ліно                        |                             |
| 1994                        |                              | L'irrésolu                     | Франсуа                     |                             |
| 1995                        | Ненависть                    | La haine                       | П'яний чоловік              |                             |
| 1996                        | Задушені життя               | Vite strozzate                 | Франческо                   |                             |
| 1996                        | Жертви                       | Les victimes                   | П'єр Дюваль                 |                             |
| 1996                        | Прекрасна зелена             | La belle verte                 | Макс                        |                             |
| 1997                        | Фред                         | Fred                           | Фред                        |                             |
| 1997                        | Сьоме небо                   | Le septième ciel               | Ніко                        |                             |
| 1998                        | Папараці                     | Paparazzi                      | Мішель Вердьє               |                             |
| 1998                        | Школа плоті                  | L' École de la chair           | Кріс                        |                             |
| 1999                        | Улюблена теща                | Belle maman                    | Антуан                      |                             |
| 1999                        | Мій маленький бізнес         | Ma petite entreprise           | Іван Лансі                  |                             |
| 1999                        | Тільки не скандал            | Pas de scandale                | Луї Жанкур                  |                             |
| 2001                        | Божевільний день середа      | Mercredi, folle journée!       | Мартін                      |                             |
| 2001                        | Хаос                         | Chaos                          | Поль                        |                             |
| 2002                        | Брат воїна                   | Le frère du guerrier           | Тома                        |                             |
| 2002                        | П'ятниця, вечір              | Vendredi soir                  | Жан                         |                             |
| 2003                        | Ох вже ці доньки!            | Filles uniques                 | Брюно                       |                             |
| 2003                        | Ціна життя                   | Le coût de la vie              | Coway                       |                             |
| 2003                        | Ключі від машини             | Les Clefs de bagnole           |                             |                             |
| 2004                        | Довірся                      | La confiance règne             | Крістоф Жерар               |                             |
| 2005                        | Вуса                         | La moustache                   | Марк                        |                             |
| 2005                        | Живий літак                  | L'avion                        | П'єр                        |                             |
| 2006                        | Як каже Шарлі                | Selon Charlie                  | Серж                        |                             |
| 2007                        | А раптом це любов?           | Je crois que je l'aime         | Люка                        |                             |
| 2007                        | Ті, хто залишається          | Ceux qui restent               | Бертран Лівен               |                             |
| 2008                        | Кожен хоче кохати            | Mes amis, mes amours           | Матіас                      |                             |
| 2008                        | Усе заради неї               | Pour elle                      | Жульєн Оклер                |                             |
| 2008                        | Мисливці на драконів         | Chasseurs de dragons           | Ліан-Чу                     | озвучування                 |
| 2009                        | Ласкаво просимо              | Welcome                        | Сімон Сальма                |                             |
| 2009                        | Мадемуазель Шамбон           | Mademoiselle Chambon           | Жан                         |                             |
| 2011                        | Биття серця                  | Un coeur qui bat               | Le narrateur                |                             |
| 2011                        | Опівнічний дозвіл            | La permission de minuit        | Давід                       |                             |
| 2011                        | Батько                       | Pater                          | Венсан Лендон               |                             |
| 2011                        | Усі наші бажання             | Toutes nos envies              | Стефан                      |                             |
| 2012                        | Августина                    | Augustine                      | професор Жан-Мартен Шарко   |                             |
| 2012                        | За кілька годин до весни     | Quelques heures de printemps   | Ален                        |                             |
| 2013                        | Славні ублюдки               | Les salauds                    | Марко Сільвестрі            |                             |
| 2014                        | Моя провина                  | Mea culpa                      | Сімон                       |                             |
| 2015                        | Щоденник покоївки            | Journal d'une femme de chambre | Жозеф                       |                             |
| 2015                        | Закон ринку                  | La loi du marché               | Тьєррі                      |                             |
| 2015                        | Білі лицарі                  | Les chevaliers blancs          | Жак                         |                             |
| 2017                        | Роден                        | Rodin                          | Огюст Роден                 |                             |
| 2018                        | На війні                     | En Guerre                      | Лоран Амедео                |                             |
| 2021                        | Титан                        | Titane                         | Венсан Легран               |                             |
| 2023                        | З грошей і крові             | D'argent et de sang            | Сімон Вайнахтер             | 10 епізодів                 |
| 2024                        | Тихий син                    | Jouer avec le feu              | П'єр                        |                             |
| 2024                        | Другий акт                   | Le Deuxième Acte               | Гійом                       |                             |

Сценарист
- 2011: Батько / Pater (реж. Ален Кавальє)
- 2001: Не треба історій! / Pas d'histoires! (реж. Венсан Лендон)
- 1998: Папараці / Paparazzi (реж. Ален Берберян)

## Визнання
| Рік                                                               | Категорія                                        | Фільм                            | Результат |
| ----------------------------------------------------------------- | ------------------------------------------------ | -------------------------------- | --------- |
| Приз Жана Габена                                                  |                                                  |                                  |           |
| 1989                                                              | Найперспективніший молодий актор                 | Найперспективніший молодий актор | Перемога  |
| Премія «Сезар»                                                    |                                                  |                                  |           |
| 1993                                                              | Найкращий актор                                  | Криза                            | Номінація |
| 2000                                                              | Найкращий актор                                  | Мій маленький бізнес             | Номінація |
| 2008                                                              | Найкращий актор                                  | Ті, хто залишається              | Номінація |
| 2010                                                              | Найкращий актор                                  | Ласкаво просимо                  | Номінація |
| 2013                                                              | Найкращий актор                                  | За кілька годин до весни         | Номінація |
| 2016                                                              | Найкращий актор                                  | Закон ринку                      | Перемога  |
| Премія товариства незалежного кіно Chlotrudis (Chlotrudis Awards) |                                                  |                                  |           |
| 2007                                                              | Найкращий актор                                  | Вуса                             | Перемога  |
| Кришталевий глобус                                                |                                                  |                                  |           |
| 2008                                                              | Найкращий актор                                  | Ті, хто залишається              | Номінація |
| 2010                                                              | Найкращий актор                                  | Ласкаво просимо                  | Номінація |
| 2013                                                              | Найкращий актор                                  | За кілька годин до весни         | Номінація |
| Італійський національний синдикат кіножурналістів                 |                                                  |                                  |           |
| 2010                                                              | Європейська «Срібна стрічка» найкращому акторові | Ласкаво просимо                  | Перемога  |
| Премія «Магрітт»                                                  |                                                  |                                  |           |
| 2016                                                              | Почесний «Магрітт»                               | Почесний «Магрітт»               | Перемога  |
| Премія «Люм'єр»                                                   |                                                  |                                  |           |
| 2016                                                              | Найкращий актор                                  | Щоденник покоївки та Закон ринку | Перемога  |
| 2019                                                              | Найкращий актор                                  | На війні                         | Номінація |